# Amy March
Amy March es la menor de las cuatro hermanas que protagonizan la novela Mujercitas, publicada en 1868 por la escritora norteamericana Louisa May Alcott.  El personaje está basado en Abigail Alcott, hermana de la escritora que estudió pintura con artistas como Mary Cassatt y fue una de las primeras mujeres en exponer en el Salón de París.

## Caracterización
"I want to be great or nothing" - Quiero ser genial o nada.
Amy March hablando sobre sus dotes artísticas.

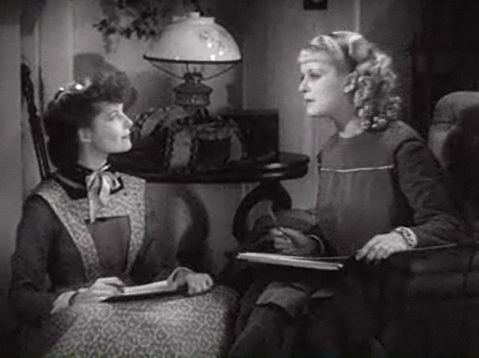
Amy y Jo March

Dentro de la estructura narrativa de Mujercitas, Amy cumple con el papel de florete de Jo, quien es esencialmente la protagonista de la historia, siendo a veces considerada la "villana" o antagonista. Debido al egoísmo que muestra al principio de la novela y a su aparente materialismo, Amy  es la hermana que peor fue recibida por el público. Al haber sido mimada por ser la más joven, puede comportarse de manera egocéntrica. 
Sin embargo, las dos hermanas tienen muchos puntos en común. Ambas tienen ambiciones artísticas, Amy sueña con ser una gran pintora y Jo quiere ser escritora, pero al ser dos personalidades fuertes muchas veces terminan entrando en conflicto - Amy, por ejemplo, quema el manuscrito de Jo para vengarse de que la excluyeran de una ida al teatro y Jo resiente que la tía March elija a Amy para acompañarla en su viaje a Europa por tener una personalidad más refinada y complaciente.
Físicamente, Amy es descripta como "una doncella de nieve arquetípica". Es elegante, de piel muy pálida y bucles rubios. En la novela, sin embargo, dice estar descontenta con su nariz respingona porque no la considera lo suficientemente aristocrática y trata de cambiar su forma utilizando una pinza mientras duerme.
Es introducida cómo una chica de 12 años vanidosa y algo frívola cuya visión artística la lleva a poner un gran énfasis en la belleza y las posesiones materiales. Durante su adolescencia y juventud, sin embargo, se desarrolla moralmente volviéndose una mujer con confianza en sí misma y capaz de poner a Laurie en su lugar cuando este llevaba una vida distendida en Europa. Eventualmente se casa con Laurie, con quien tiene una hija llamada Bess.   

## En la cultura popular
Fue  interpretada por Florence Pugh en la versión cinematográfica de la directora Greta Gerwig del 2019, papel que le valió una nominación al Premio de la Academia como Mejor Actriz de Reparto. Previamente, había sido interpretada por Kathryn Newton en la miniserie televisiva de la BBC1 del 2017 y por Kirsten Dunst (de adolescente) y Samatha Mathis (de adulta) en versión de 1994.